# Gerda Höglund

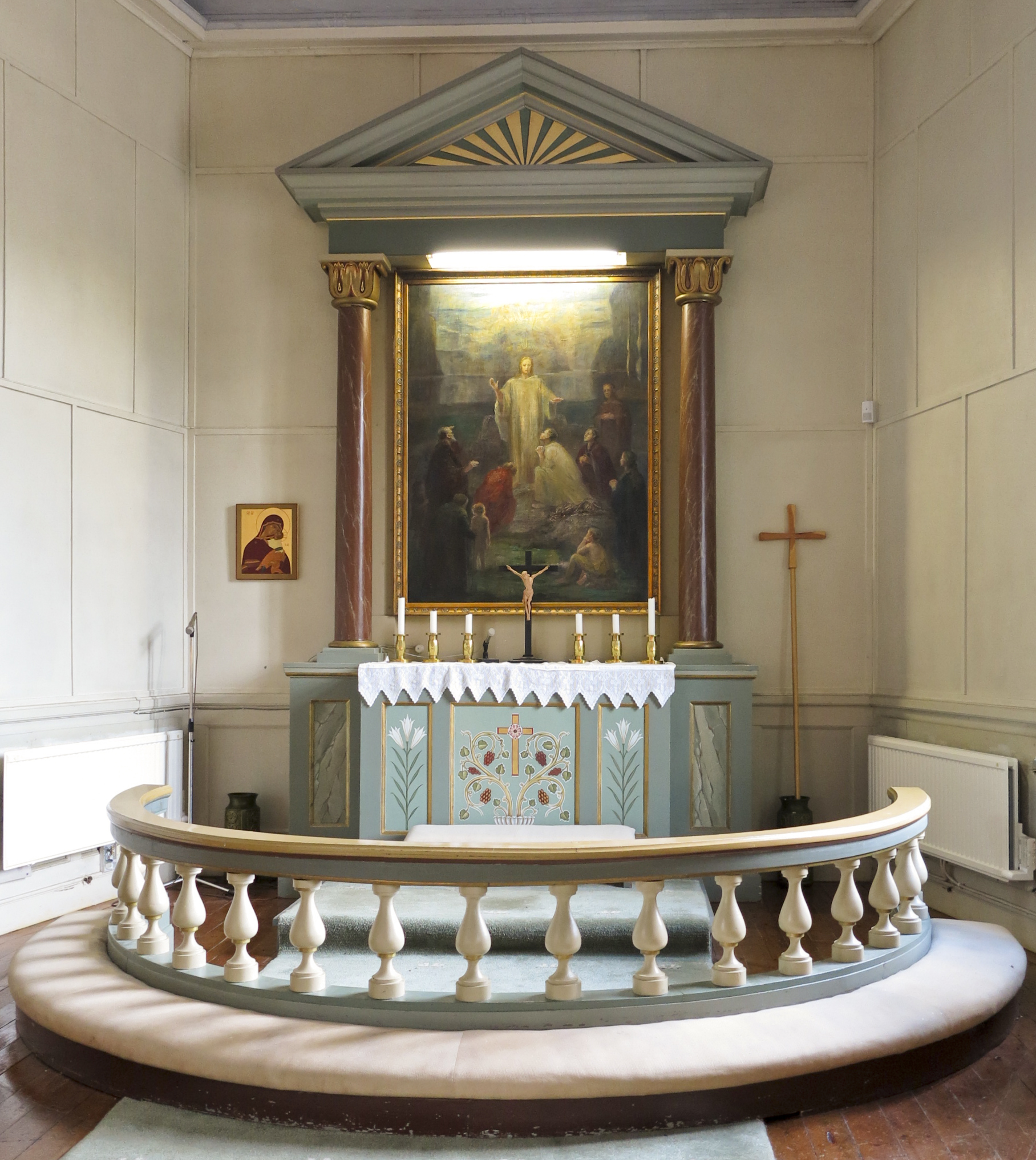
Altartavla i Seskarö kyrka målad av Gerda Höglund.

Gerda Höglund, född 12 mars 1878 i Jakobs församling i Stockholm, död 25 mars 1973 i Engelbrekts församling i Stockholm, var en svensk målare.

## Biografi
Gerda Höglund studerade konst i Stockholm och i Paris. Hon målade landskap, stilleben och figurframställningar. Främst målade hon altartavlor för kyrkor, även utomlands. Hon är representerad i Stockholms stadshus och på Musikaliska Akademien.
Höglund är begravd på Norra begravningsplatsen utanför Stockholm.

## Urval av arbeten i kyrkor
| - Stengårdshults kyrka, altartavla 1924 - Kvikkjokks kyrka, altarskåp 1925 - Strömsunds kapell, altarmålning 1926 - Muodoslompolo kyrka, altarmålning 1926 - Seskarö kyrka, altartavla 1929 - Risbäcks kyrka, altartavla 1931 - Junosuando kyrka, altartavla 1933 - Holmöns kyrka, altartavla 1933 - Stensele kyrka, altartavla 1934 | - Nyåkers kyrka, altartavla 1938 - Fatmomakke kyrka, altartavla 1930-talet - Ova kyrka, en tavla - Morjärvs kyrka, altarmålning - Vittangi kyrka, altartavlan 1948 - Naums kyrka, altartavla 1950 - Glommersträsks kyrka, altartavla 1950 - Umnäs kyrka, altartavla 1953 |